# Liste der Naturdenkmale in Schlier
| Naturdenkmale | Anzahl |
| ------------- | ------ |
| FND           | 6      |
| END           | 17     |
| Gesamt        | 23     |

Die Liste der Naturdenkmale in Schlier nennt die verordneten Naturdenkmale (ND) der im baden-württembergischen Landkreis Ravensburg liegenden Gemeinde Schlier. In Schlier gibt es insgesamt 23 als Naturdenkmal geschützte Objekte, davon sechs flächenhafte Naturdenkmale (FND) und 17 Einzelgebilde-Naturdenkmale (END).
Stand: 1. November 2016.

## Flächenhafte Naturdenkmale (FND)
| Name                             | Bild | Kennung     | Einzelheiten | Position | Fläche Hektar | Datum         |
| -------------------------------- | ---- | ----------- | ------------ | -------- | ------------- | ------------- |
| Kehrenberger Weiher              | BW   | 84360690005 | Schlier      | ⊙        | 1,9           | 25. Juni 1987 |
| Kiesgrube Bäuerle und Schultheiß | BW   | 84360696698 | Schlier      | ⊙        | 1,8           | 21. Okt. 1996 |
| Moos bei Dietenbach              | BW   | 84360690009 | Schlier      | ⊙        | 0,8           | 25. Juni 1987 |
| Quellmoor Mühlenreute            | BW   | 84360690015 | Schlier      | ⊙        | 2,5           | 25. Juni 1987 |
| Tümpel nördl. Unterankenreute    | BW   | 84360691226 | Schlier      | ⊙        | 0,3           | 25. Juni 1987 |
| 4 Quelltöpfe „Kocherlöcher“      | BW   | 84360692201 | Schlier      | ⊙        | 0,0           | 31. Aug. 1937 |
| Legende für Naturdenkmal         |      |             |              |          |               |               |

## Einzelgebilde (END)
| Name                                        | Bild | Kennung     | Einzelheiten | Position | Fläche Hektar | Datum         |
| ------------------------------------------- | ---- | ----------- | ------------ | -------- | ------------- | ------------- |
| Birke ö. Fuchsenloch                        | BW   | 84360692215 | Schlier      | ⊙        | 0,0           | 25. Jan. 1971 |
| Esche am Nordwestrand von Hintermoos        | BW   | 84360692220 | Schlier      | ⊙        | 0,0           | 7. Jan. 1982  |
| Esche in Eratsrain                          | BW   | 84360692226 | Schlier      | ⊙        | 0,0           | 15. Juli 1983 |
| Esche in Fuchsenloch                        | BW   | 84360692216 | Schlier      | ⊙        | 0,0           | 25. Jan. 1971 |
| Esche (5-armig) am Rößlerweiher             | BW   | 84360692217 | Schlier      | ⊙        | 0,0           | 31. März 1980 |
| Fichte am Rößlerweiher                      | BW   | 84360692218 | Schlier      | ⊙        | 0,0           | 31. März 1980 |
| Mehlbeere im Hintermooser Forst             | BW   | 84360692219 | Schlier      | ⊙        | 0,0           | 31. März 1980 |
| Rotbuche 625 m osö. Oberankenreute          | BW   | 84360692221 | Schlier      | ⊙        | 0,0           | 6. Okt. 1975  |
| Sommerlinde n. Mühlenreute                  | BW   | 84360692206 | Schlier      | ⊙        | 0,0           | 16. Mai 1967  |
| Stieleiche am Nordrand des NSG „Bohlweiher“ | BW   | 84360692214 | Schlier      | ⊙        | 0,0           | 25. Jan. 1971 |
| Stieleiche an Straße Schattbuch-Eratsrain   | BW   | 84360692210 | Schlier      | ⊙        | 0,0           | 31. Okt. 1969 |
| Stieleiche n. Katzheim                      | BW   | 84360692207 | Schlier      | ⊙        | 0,0           | 31. Okt. 1969 |
| Stieleiche n. Straße Eratsrain-Schattbuch   | BW   | 84360692208 | Schlier      | ⊙        | 0,0           | 31. Okt. 1969 |
| Stieleiche s. Straße Schattbuch-Eratsrain   | BW   | 84360692212 | Schlier      | ⊙        | 0,0           | 31. Okt. 1969 |
| Stieleiche sw. Spinnenhirn                  | BW   | 84360692209 | Schlier      | ⊙        | 0,0           | 31. Okt. 1969 |
| Stieleichen nnö. Unterankenreute            | BW   | 84360692204 | Schlier      | ⊙        | 0,0           | 9. Mai 1955   |
| Zundelbacher Linde                          |      | 84360692202 | Schlier      | ⊙        | 0,0           | 3. März 1942  |
| Legende für Naturdenkmal                    |      |             |              |          |               |               |